# Stazione di Mantes-la-Jolie
La stazione di Mantes-la-Jolie (in francese Gare de Mantes-la-Jolie) è la principale stazione ferroviaria di Mantes-la-Jolie, Francia.